# Limours
 Limours ist eine französische Gemeinde mit 6.408 Einwohnern (Stand 1. Januar 2022) im Département Essonne in der Region Île-de-France; sie gehört zum Arrondissement Palaiseau und zum Kanton Dourdan.
Nachbargemeinden von Limours sind Les Molières im Norden, Gometz-la-Ville im Nordosten, Briis-sous-Forges im Osten, Forges-les-Bains im Südosten, Bonnelles im Südwesten und Pecqueuse im Westen.
Das Ortsgebiet von Limours wird vom Flüsschen Prédecelle berührt.

## Bevölkerungsentwicklung
| Jahr      | 1962 | 1968 | 1975 | 1982 | 1990 | 1999 | 2009 | 2011 |
| Einwohner | 1956 | 2264 | 4201 | 4774 | 6324 | 6471 | 6456 | 6478 |

## Sehenswürdigkeiten
Siehe auch: Liste der Monuments historiques in Limours
- Reste des Schlosses Limours
- Kirche Saint-Pierre (16. Jahrhundert), Monument historique (2006)
- Kirche La Synaxe-de-la-mère-de-Dieu-et-du-saint-prophète-Élie (Rumänisch-orthodox)
- Waschhaus, erbaut 1870
- Ehemaliger Taubenturm, erbaut 1789

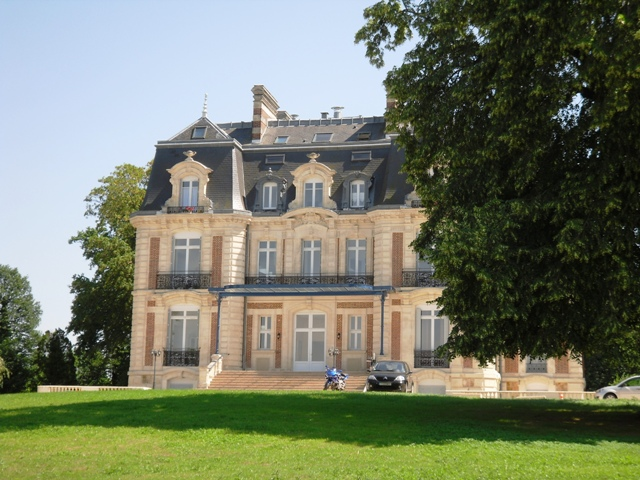
Schloss Limours
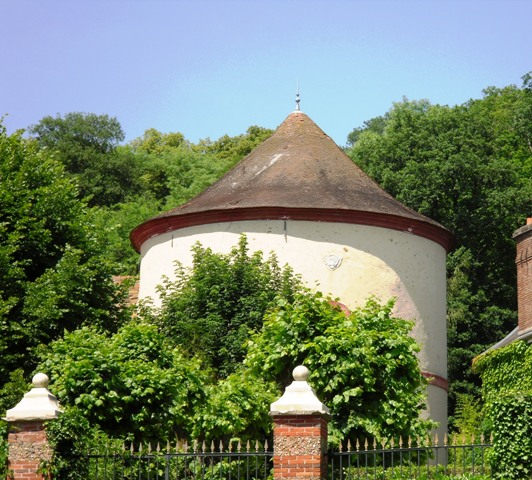
Taubenhaus des Schlosses
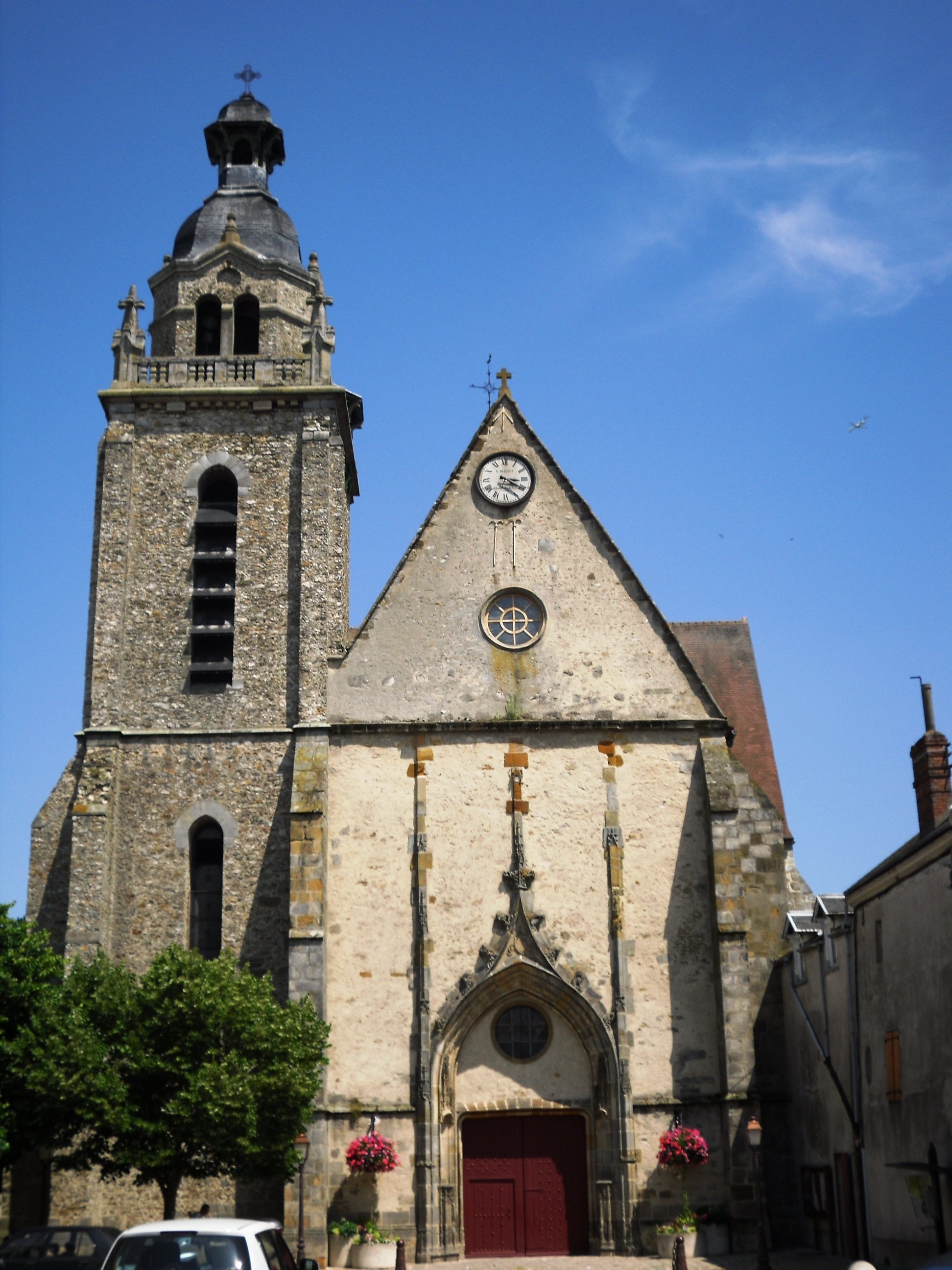
Kirche Saint-Pierre
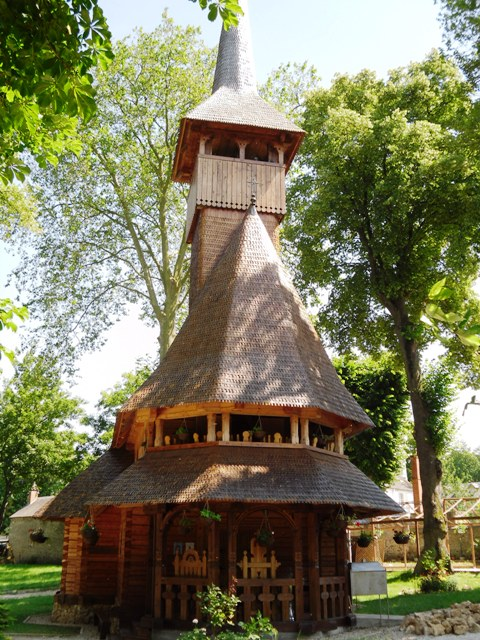
Orthodoxe Kirche

## Persönlichkeiten
- Diane de Poitiers (1499–1566), Mätresse des Königs Heinrich II., Herrin von Limours
- Anne de Pisseleu (1508–1575), Mätresse des Königs Franz I., Herrin von Limours
- Philippe Hurault de Cheverny (1528–1599), Kanzler von Frankreich, Comte de Limours
- Anne de Joyeuse (1560–1587), Günstling des Königs Heinrich III., Herr von Limours
- Armand-Jean du Plessis, duc de Richelieu (1585–1642), Kardinal Pair von Frankreich, Herr von Limours
- Jean-Baptiste Gaston de Bourbon, duc d’Orléans (1608–1660), Herr von Limours
- Jean-Jules Clamageran (1827–1903), Politiker, Finanzminister (1885), starb in Limours

## Städtepartnerschaften
- Nioro du Sahel (Mali) seit 1983
- Minfeld (Rheinland-Pfalz) seit 1985